# Fatima Sadiqi
Fatima Sadiqi (en amazighe : ⴼⴰⵟⵉⵎⴰ ⵚⴰⴷⵉⵇⵉ) est une professeure marocaine de linguistique et d'études de genre à l'Université Sidi Mohamed Ben Abdellah de Fès au Maroc.

## Jeunesse
Fatima Sadiqi est née à Kenitra, au Maroc. Son village amazigh (berbère) natal s'appelle "Imshihn" (une partie de la tribu Ayt Hssan), Azilal, Maroc. 

## Éducation
Sadiqi a effectué son éducation primaire à Nador, ses études secondaires à Taourirt et ses études secondaires à Oujda. De 1971 à 1976, elle étudie la langue et la littérature anglaises à la Faculté des lettres de Rabat. Elle obtient un certificat d'enseignement et de pédagogie à l'École Normale Supérieure de Rabat en 1977. De 1979 à 1982, elle étudie la linguistique théorique à l'Université d'Essex, en Grande-Bretagne, où elle obtient une maîtrise et un doctorat sur le verbe en berbère et la syntaxe de la phrase complexe en berbère, respectivement.

## Carrière
Sadiqi est professeure de linguistique et d'études de genre à l'Université Sidi Mohamed Ben Abdellah de Fès. Elle enseigne la syntaxe, la morphologie, la phonologie, les études de genre, les féminismes transnationaux et les médias. Au sein de cette université, elle fonde le premier Centre d'études et de recherches sur les femmes et un Programme universitaire d'études sur le genre. C'est le premier Programme dans ce domaine, au Maroc et dans le Maghreb. Il est doté d'un mastère et d'un doctorat.   
Elle encourage le travail universitaire sur les femmes Amazighes et la vie rurale. Elle a été directrice de la Fondation Spirit of Fez, qui organise le Festival de Fès de Musique Sacrée. Elle est membre du Conseil d’administration de l’Institut Royal de la Culture Amazigh. Elle est experte des Nations Unies pour le genre,.  En 2006, elle fonde et dirige au Maroc le Centre Isis pour Femmes et Développement et organise des forums internationaux annuels sur les femmes en Méditerranée, pour les chercheurs du monde entier. En 2011, elle co-fonde et co-dirige l’Institut international pour les langues et les cultures (INLAC), Université Sidi Mohamed Ben Abdellah, qui encourage le dialogue culturel entre étudiants marocains, européens et Nord américains,.  

### Professeure et chercheuse associée
- Washington University (1991)
- Université de l'Illinois à Urbana-Champaign (1999)
- Université de Mansfield (2003)
- Lasell College (2004)
- Rutgers University (2005)[1].
- Université Harvard (2007)
- Université d'État de Californie à Pomona  (2013 - 2014)
- Institute of Asian and Oriental Studies, University of Zurich, professeure invitée pour les études de genre (un semestre en 2016)[7].

### Bourses
- Quatre bourses Fulbright (Senior Fulbright grants)
- Lauréate de la bourse de l’Université Harvard (Harvard Divinity School, 2006 - 2007), pour mener des recherches sur les femmes et les langues au Maroc[1].
- Bourse du Woodrow Wilson Center Global (2015 - 2016)[8],[4].

## Axes de recherche
- Études sur le genre et les femmes en Afrique du Nord
- Féminismes transnationaux et mondiaux
- Études berbères
- Mondialisation et changement social

## Publications principales
- (en) Daesh Ideology and Women’s Legal Rights, Cambridge University Press, 2017.
- (en) Moroccan Feminist Discourses, New York, Palgrave Macmillan, 2016 (ISBN 1349483419, présentation en ligne).
- (en) Images of Women in Abdullah Bashrahil’s Poetry, Beirut, Arab Institute for Research and Publishing, 2004, 216 p. (ISBN 9953360677).
- (en) Women, Gender, and Language in Morocco, 2nd, 2009 (1re éd. 2003) (ISBN 9004128530),  célébré comme le premier livre international sur la langue et le genre dans la région MENA, revu par diverses publications internationales à comité de lecture comme Gender and language, International Sociology, Journal of Pragmatics et International Studies.
- Grammaire du berbère, Paris, L’Harmattan, 1997 (ISBN 2738459196), première grammaire du genre par un locuteur natif de la langue.
- (en) Studies in Berber syntax : the complex sentence, Germany, Königshaussen and Neumann, 1986, 350 p. (ISBN 3884792954).

## Articles académiques les plus récents
- La grande absente dans les mouvements féministes marocains: la dimension berbère, dans Afrique du Nord Transition et acteurs émergents, Mouvements berbères, Anna Maria Di Tolla et Ersilia Francesca (éds.), Studi Maghrebini, 2017 L'Orientale.
- Le mouvement féministe marocain (1946-2014), dans Balghis Badri et Aili Tripp (éd.), Activisme des femmes en Afrique : luttes pour les droits et la représentation, London, 2017 Zed Books.
- Une genèse des études sur le genre et les femmes au Maroc, dans Rita Stephan et Mounira Charrad (éds.), Les femmes se lèvent, New York, 2017, New York University Press.
- Perceptions des femmes sur l'islam dans le Maroc d'aujourd'hui, automne 2016 Journal of Feminist Scholarship, Problème 11
- L'émergence du féminisme Amazigh dans les Organisations Non Gouvernementales (ONG), Journal of Middle East Women's Studies 2016, 12 (1), p. 122-125.
- Féminisation de l'autorité au Maroc (2015), dans Mino Vianello et Mary Hawkesworth (éds.), Gender, Power, Democracy, 2014, New York : Palgrave Macmillan.
- L'organisation des femmes au Maroc à la lumière de l'après printemps arabe et d'un gouvernement islamiste , dans Zeina Zaatari (éd.), Encyclopédie des femmes et des cultures islamiques, supplément XI, Mouvements politico-sociaux à base communautaire, Leiden, 2015, Brill Academic Publishers.
- Le Centre : le nouvel espace de l'après printemps arabe pour les droits des femmes , dans F. Sadiqi, (éd.), Les mouvements de femmes en Afrique du Nord après le « printemps arabe », New York, 2016, Palgrave Macmillan.
- La marginalisation des femmes marocaines dans la société et les médias, À Ennaji, M. (éd.), Minorités et femmes en Afrique du Nord, Trenton, 2015, The Red Sea Press.
- Politiques berbère et linguistique dans le système éducatif marocain, dans Moha Ennaji (éd.), Multiculturalism and Democracy in North Africa, Londres, 2014, Routledge.
- Le potentiel intérieur : l'ijtihad progressif dans la pratique des jugements des juges marocains sur le divorce Shiqaq (discorde) , dans Elisa Ada Giunchi (ed.), Adjucating Family Law in Muslim Courts, Londres, 2013,  Routledge.
- Les ONG de femmes et la lutte pour la démocratie au Maroc, dans Galia Golan et Walid Salem (éds.), Acteurs non étatiques au Moyen-Orient, Facteurs de paix et de démocratie, Londres, 2013, Routledge.
- Les femmes et l'islam au Maroc, The Oxford Encyclopedia of Islam and Women, 2013, Oxford University Press.

## Articles dans les médias internationaux
- Le genre au cœur de la nouvelle constitution marocaine, article écrit pour Common Ground News et traduit en plusieurs langues, 6 septembre 2011.
- Les femmes nord-africaines au premier plan de la réforme juridique, article écrit pour Common Ground News et traduit en plusieurs langues, 10 novembre 2010.
- (en) « Morocco’s Veiled Feminists » [« Les féministes voilées du Maroc »] (traduit en plusieurs langues), Project Syndicate,‎ 25 mai 2006 (lire en ligne)
- Le problème de l'état islamique avec les femmes, écrit pour Project Syndicate, 8 septembre 2016.

## Activités médiatiques
- Égalité des sexes et islam. Interviewée par Santorri Chamley, New African Magazine, juin 2011.
- Le Fol Espoir des Berbères, fait partie d'un groupe de personnes interrogées, Le Point Magazine, 2 juin 2011.
- La Méthode de Freedom House, Entrevue, Jeune Afrique, 23 mars 2010.
- Maroc : droits des femmes, documentaire et interview CNN, New York, 30 juin 2009.
- Échos féminins, (en arabe), Radio Médi 1, 9 janvier 2009.
- Modifications du droit de la famille au Maroc, entrevue, Every woman Program, Al Jazeera International, Doha (Qatar), 7 mars 2008.
- Comment je suis devenue une voix de leader pour les femmes marocaines, interviewée par Saundra Satterlee, Guardian Weekly, Londres, 4 janvier 2008.
- Paroles de femmes. Une universitaire-activiste marocaine relie la langue et le pouvoir, interviewée par Aimee Dowl, Ms Magazine, été  2007.
- Débat télévisé amazigh : discussion sur la culture et la politique amazighes (berbères), mars 2007, Vidéo
- Débat radio : islam et féminisme (avec Amina Wadud, États-Unis et Ziba Mir-Husseini, Angleterre), Amsterdam, Radio Indymedia, 19 mai 2005.